# Market Harborough
Market Harborough este un oraș în comitatul Leicestershire, regiunea East Midlands, Anglia. Orașul se află în districtul Harborough a cărui reședință este.